# Manfred Götzl
Manfred Götzl (* 12. Dezember 1953 in Franken) ist ein deutscher Jurist. Seit 2010 war er Vorsitzender Richter am Oberlandesgericht München und wurde dort als Vorsitzender Richter im NSU-Prozess bekannt. Anschließend, ab  Dezember 2018 war er Vizepräsident des gerade wieder eingerichteten Bayerischen Obersten Landesgerichts. Er ging im Dezember 2020 in den Ruhestand.

## Leben

### Juristische Laufbahn
Nach dem Studium begann Götzl 1983, als Staatsanwalt zu arbeiten, und war bei der Münchner Staatsanwaltschaft sechs Jahre lang für Wirtschaftsdelikte zuständig. 1990 wurde er Richter am Landgericht München I, wo er Zivilsachen bearbeitete und Beisitzer der Schwurgerichtskammer war. 1992 wechselte er zurück zur Staatsanwaltschaft und wurde Gruppenleiter für Kapitaldelikte. 1999 wurde Götzl zum Vorsitzenden Richter am Landgericht ernannt und leitete die Schwurgerichtskammer. 2010 wurde er Vorsitzender Richter am Oberlandesgericht München, wo er den 6. Strafsenat (Staatsschutzsenat) übernahm. Mit Wirkung zum 16. Dezember 2018 wurde er zum ersten Vizepräsidenten (Besoldungsgruppe R 4) des drei Monate zuvor wieder eingerichteten Bayerischen Obersten Landesgerichts (BayObLG) ernannt.

### Wichtige Verfahren
Götzl leitete einige Verfahren, die eine große Medienaufmerksamkeit erhielten, darunter zum Mord an Rudolph Moshammer, im Mordfall Charlotte Böhringer, gegen den Kriegsverbrecher Josef Scheungraber und den mutmaßlichen NS-Verbrecher Ladislav Nižňanský. Im Prozess wegen zweifachen Neonatizids verurteilte die von Götzl geleitete Strafkammer die „Todesmutter“ aus Haar im Februar 2010 zu 10 Jahren Haft.
Götzl leitete die Hauptverhandlung im NSU-Prozess, einem der längsten Prozesse der Bundesrepublik, die vom 6. Mai 2013 bis zum 11. Juli 2018 dauerte.
Götzl kam durch drei Urteile deutschlandweit in die Kritik. Der erste deutschlandweit kritisierte Urteil behandelte den 2006 geschehenen Mord an Charlotte Böhringer. Götzl verurteilte 2008 Böhriger's Neffen zu lebenslanger Haft mit besonderer Schwere der Schuld. Der Neffe bestreitet die Tat bis heute. Nach 17 Jahren Haft kam er regulär frei, da die besondere schwere der Schuld im Nachhinein doch wieder revidiert wurde. Der Neffe sieht sich als Justizopfer und kämpft weiterhin für eine Wiederaufnahme des Falls.
Besonders hohe Wellen schlug ein Fall aus dem Frühjahr 2008. In dem verhandelten Fall ging es um den damals 57jährigen Fahrradfahrer Josef I., der frühmorgens in München gegen einen Jugendlichen in eine Notwehrsituation geriet und den Jugendlichen dann mit einem Taschenmesser stach. Götzl sah in dem Stich keine primäre Notwehrsituation, sondern einen Angriff und verurteilte den Radler zu fast 5 Jahren Haft.
Bei dem zweiten Notwehrfall Anfang 2009, der ebenfalls deutschlandweit in die Schlagzeilen kam, verurteilte Götzl einen Studenten zu 4 Jahren Haft da Götzl dem Studenten einen Notwehrexzesses anlastete. Dieses Urteil wurde vom BGH revidiert.

### Persönlichkeit und Kritik
Persönlich gilt Götzl als angenehmer und interessierter Gesprächspartner. Im Gerichtssaal wirkt er genau und akribisch und wird als akkurat, streng und wahrheitsliebend geschildert. Trotz eines einfühlsamen Vernehmungsstils reagiert er ungehalten und ärgerlich, wenn er den Eindruck hat, er werde angelogen oder prozessbeteiligte Juristen verhielten sich dilettantisch und unprofessionell. Fast alle von Götzl mitverantworteten Entscheidungen hatten Bestand, nur ein einziges der unter seiner Leitung durch die Schwurgerichtskammer am Landgericht München I ergangenen Urteile wurde aufgehoben. Nach dem NSU-Prozess wurde ihm vorgeworfen, er habe die tiefergehende Untersuchung der Rolle von Behörden erfolgreich unterbunden. Von Opferangehörigen und ihren Anwälten wurde ihm technokratische Indifferenz vorgehalten, so habe er seinen Urteilsspruch „kalt“ heruntergelesen. Zudem wird kritisiert, dass das mehr als 3000 Seiten umfassende Urteil nicht vollständig und transparent veröffentlicht wurde. Erst durch Frag-den-Staat wurde das Urteil öffentlich.
Die Kritik an den beiden Urteilen zur Notwehr bezog sich darauf, dass dem Richter vorgeworfen wurde aus einer Notwehrsituation eine Selbstjustiz zu machen. Beide Urteile hatten eine abschreckende Wirkung in der Münchner Gesellschaft, was zu einem Nachlassen von Zivilcourage führte. Die Münchner mussten damit rechnen, als Straftäter verurteilt zu werden, wenn sie sich in Notwehr wehrten. 
Die Kritik an dem Urteil zum Neffen von Böhringer bezog sich darauf, dass Götzl als Perfektionist nachgesagt wurde, eine persönliche Abneigung gegen den Neffen zu haben. Als Studienabbrecher soll er bei dem Richter von vorneherein einen schlechten Stand gehabt haben. Zudem hat sich der Neffe gegenüber Götzl nicht mehr respektvoll verhalten, nachdem Götzl diesen mehrfach verbal anging und als Versager bezeichnete. Die Atmosphäre im Gerichtssaal wurde als hoch emotional beschrieben mit tumultartigen Szenen. Die Anwälte des Neffen warfen dem Richter Rechtsbeugung vor. Die hinter vorgehaltener Hand geäußerte Vermutung war, das die Anschuldigung durch die Anwälte das perfektionistische Bestreben des Richters diskreditierte und diesen daher den Neffen umso härter verurteilte.

### Familie
Götzl ist verheiratet und hat zwei Kinder.

### Film
In dem Anfang 2016 ausgestrahlten ZDF-Dokudrama Letzte Ausfahrt Gera – Acht Stunden mit Beate Zschäpe des Regisseurs Raymond Ley wird Götzl von Axel Milberg dargestellt.